# ساموئل دو
ساموئل کانیون دو (به انگلیسی: Samuel Kanyon Doe) بیست و یکمین رئیس‌جمهور لیبریا بود. وی از سال ۱۹۸۶ تا ۱۹۹۰ میلادی، رئیس‌جمهور لیبریا بود تا آن‌که پس از دستگیری توسط گروهی از شورشیان به رهبری چارلز تیلور، شکنجه، قطع عضوتجاوز و در نهایت به قتل رسید. وی از اعضای قبیله کراهن و اولین لیبریایی با نیاکان محلی بود که به مقام ریاست جمهوری رسید.

## چگونگی رسیدن به قدرت
ویلیام تالبرت، رئیس‌جمهور وقت، در پی شورش‌های مرتبط با افزایش قیمت غذا توسط «گروهبان» ساموئل دو سرنگون شد. ویلیام تالبرت و ۱۳ دستیارش در ملأعام اعدام شدند. «شورای رستگاری مردم» به رهبری ساموئل دو، قانون اساسی لیبریا را تعلیق کرد و قدرت را در پی کودتای نظامی به دست گرفت.